# Drysdale (rivier)
De Drysdale is een rivier in de regio Kimberley in West-Australië.

## Geschiedenis
Ten tijde van de Europese kolonisatie leefden de Ngarinjin, Miwa en Wilawila Aborigines in het stroomgebied van de Drysdale.
De rivier werd in 1886 door ontdekkingsreiziger Charles A. Burrowes naar T.A. Drysdale vernoemd. Drysdale was de directeur van de 'Victorian Squatting Company' waarvoor Burrowes de Kimberley verkende.
Overheidslandmeter Fred Brockman verkende de rivier van bron tot monding in 1901.

## Geografie
De Drysdale ontstaat in de Caroline Range. De rivier stroomt naar het noordoosten en vervolgens het noorden om na meer dan 430 kilometer nabij Kalumburu in de Napier Broome Bay uit te monden.
De rivier bevat verscheidene permanente waterpoelen. In de nabijheid van sommige waterpoelen kunnen rotstekeningen van de Aborigines waargenomen worden. Ze staan bekend als 'Gwion Gwion rock art' of 'Bradshaw Paintings'.
De rivier kent enkele watervallen waarvan onderstaande de bekendste zijn:
- Eagle Falls, de meest bezochte
- Solea Falls, de grootste, nabij Johnston Creek
- Bango Falls, in Bango Creek

Het stroomgebied van de Drysdale is meer dan 26.000 km² groot. 15 % van het stroomgebied maakt deel uit van het nationaal park Drysdale River. De Drysdale is 150 meter breed in het park maar wordt tot een kilometer breed tijdens overstromingen.
De rivier wordt door onder meer onderstaande waterlopen gevoed:
- Wax Creek (387 m)
- Curlew Creek (365 m)
- Woodhouse River (364 m)
- Donkey Creek (360 m)
- Meelarrie Creek (355 m)
- King David Creek (349 m)
- Rivers Creek (345 m)
- Gibb River (338 m)
- Crossland Creek (313 m)
- Damper Creek (294 m)

- Banjo Creek (282 m)
- Tadarida Creek (251 m)
- Dromaius Creek (217 m)
- Bango Creek (205 m)
- Johnson Creek (131 m)
- Andrew Creek (51 m)
- Ubach Creek (46 m)
- Rosendo Creek (40 m)
- Barton River (34 m)

## Fauna en flora
In het nationaal park werden 129 vogelsoorten waargenomen waaronder het purperkruinelfje, Gouldamadine en de grijze valk, 26 zoogdiersoorten waarvan de helft vleermuizen, 47 reptielensoorten, 13 kikkersoorten en 27 zoetwatervissoorten.
Op de rivieroevers zijn de Melaleuca en de Pandanus-soorten dominant. Er groeien ook Ficus en Sesbania-soorten. In het nationaal park groeien ongewone waterplanten als de Nymphoides minima en de Blyxa echinosperma.
Het stroomgebied bestaat grotendeels uit savanne en 'open woodland' (bomen die tussen 10 en 30 meter hoog zijn en minder dan 10% van het landschap uitmaken). Er werden 594 plantensoorten geregistreerd waarvan 30 water- en moerasplantsoorten en 25 varensoorten.